# Pseudonannolene typica
Pseudonannolene typica är en mångfotingart som beskrevs av Filippo Silvestri 1895. Pseudonannolene typica ingår i släktet Pseudonannolene och familjen Pseudonannolenidae. Inga underarter finns listade i Catalogue of Life.